# Большая Чурга
Большая Чурга — река в Вельском районе Архангельской области России, левый приток Ваги.
Длина — 121 км, площадь водосборного бассейна — 567 км².

## Течение
Река берёт начало из осушаемых болот в 2,5 км на северо-восток от д. Семёновская Вельского района. На всём протяжении течёт на север-северо-восток, сильно петляя, характерно образование омутов. В среднем течении принимает в себя основные притоки — Тамушку, Солож, Братинский — и самый крупный приток — Пакшеньгу. Ширина реки в среднем течении составляет 12 метров, глубина — 1—1,5 метра. Берега в основном глинистые или песчаные, поросшие хвойным и лиственным лесом. Заселена в основном в нижнем течении, ниже д. Есиповская.

## Данные водного реестра
- Бассейновый округ — Двинско-Печорский
- Речной бассейн — Северная Двина
- Речной подбассейн — Северная Двина ниже места слияния Вычегды и Малой Северной Двины
- Водохозяйственный участок — Вага

## Карты
- Лист карты P-38-85,86 Пасьва. Масштаб: 1 : 100 000. Указать дату выпуска/состояния местности.
- Лист карты P-38-97,98 Вельск. Масштаб: 1 : 100 000. Указать дату выпуска/состояния местности.